# Luaimaa
Luaimaa, nordsamiska: Luáimáásuálui, är en ö i Finland. Den ligger i vattendraget Kettujoki och i kommunen Enare  i den ekonomiska regionen Norra Lappland och landskapet Lappland, i den norra delen av landet, 1 000 km norr om huvudstaden Helsingfors. Öns area är 1,4 hektar och dess största längd är 240 meter i nord-sydlig riktning.